# Saint-Folquin
Saint-Folquin település Franciaországban, Pas-de-Calais megyében. Lakosainak száma 2339 fő (2022. január 1.). Saint-Folquin Gravelines, Bourbourg, Saint-Georges-sur-l’Aa, Audruicq, Oye-Plage, Sainte-Marie-Kerque és Saint-Omer-Capelle községekkel határos.

## Népesség
A település népessége az elmúlt években az alábbi módon változott:
| Lakosok száma | 2172 | 2192 | 2260 | 2248 | 2303 | 2292 | 2318 | 2328 | 2339 |
|               | 2013 | 2015 | 2016 | 2017 | 2018 | 2019 | 2020 | 2021 | 2022 |